# Марумукутру
Марумукутру (малаг. Maromokotro) — потухший вулкан, высочайшая точка острова Мадагаскар. Высота — 2876 м над уровнем моря. Находится в северной части острова, в горном массиве Царатанана.
Название вулкана означает «роща фруктовых деревьев».